# Fekete-tengeri nagyfejűgéb
A fekete-tengeri nagyfejűgéb (Benthophilus stellatus) a sugarasúszójú halak (Actinopterygii) osztályának sügéralakúak (Perciformes) rendjébe, ezen belül a gébfélék (Gobiidae) családjába és a Benthophilinae alcsaládjába tartozó faj.

## Előfordulása
A fekete-tengeri nagyfejűgéb a homokos vagy kagylótörmeléktől csillogó aljú édes- és brakkvizek lakója. Megtalálható a Fekete-, az Azovi- és a Kaszpi-tengerben, valamint a beléjük ömlő folyók alsó folyásában.

## Megjelenése
A nőstény testhossza 11 centiméter, a hímé 13,5 centiméter. Állán kis bajuszszál, a szájzug mögött kis bőrlebeny van. Oldalát több sorban elhelyezkedő, jól fejlett csontlemezkék fedik, amelyek hegyes pajzsocskákkal nyúlnak a bőr fölé; köztük kevés apró csontbütyök van. 27-30 csontlemezke van a legfelső hosszanti sorban. Arcoldalait igen nagy csontlemezek borítják. Az ívásra kész hímek arcoldala erősen felfúvódik, testük csupasz lesz és mellúszóik meghosszabbodnak. Második hátúszójuk és a farok alatti úszó magasabbak lesznek.

## Életmódja
Három méteres mélységben, a homokos aljzaton tartózkodik. Tápláléka apró talajállatokból áll, mint például puhatestűek, rákok, rovarlárvák, de kisebb halak is.

## Szaporodása
Az első tél után már ivarérett. Májustól június elejéig ívik. Ívás után mindkét szülő elpusztul; a nőstény ívás után, míg a hím csak néhány hét után. Ikrái körtealakúak.